# Шойер, Михель
Михель Шойер (нем. Michel Scheuer, 20 мая 1927, Роданж, Люксембург — 31 марта 2015, Крефельд, Германия) — западногерманский гребец-байдарочник, чемпион летних Олимпийских игр в Мельбурне (1956), двукратный бронзовый призёр Олимпийских игр.

## Спортивная карьера
Выступал за спортивный клуб «Бертазее» из Дуйсбурга.
32-кратный чемпион ФРГ в различных гребных дисциплинах. Двукратный чемпион Европы. На чемпионате мира по гребле на байдарках и каноэ во французском Законе (1954) стал серебряным призёром. выступая на байдарке-двойке на 1000 м.
На летних Олимпийских играх в Хельсинки стал бронзовым призёром в заездах байдарок-одиночек на дистанции 10000 м. Через четыре года на Олимпиаде в Мельбурне (1956) завоевал золотую медаль в соревнованиях байдарок-двоек на 1000 м и бронзу — в индивидуальном зачете в заезде на 10000 м.
На мировом первенстве в Праге (1958) дважды выигрывал золотую медаль: в соревнованиях «четверок» на дистанциях 1000 и 10000 м.
Завершив спортивную карьеру, занялся тренерской деятельность. Был награждён как высшей спортивной наградой ФРГ Серебряный лавровый лист и Золотым Знаком Почета немецкого Союза каноистов.